# Vad ska folk säja?
Vad ska folk säga? (originaltitel: People Will Talk) är en amerikansk film från 1951 i regi av Joseph L. Mankiewicz med Cary Grant och Jeanne Crain i huvudrollerna.

## Handling
Den framgångsrike och omtycke Dr. Noah Praetorius (Cary Grant) blir i det närmaste utsatt av en häxjakt från Professor Elwell (Hume Cronyn) sida, då denne inte tål Praetorius okonventionella medicinska åsikter, och för hans umgänge med den mystiske Mr. Shunderson (Finlay Currie). Saken blir inte lättare när Praetorius förälskar sig i den gravida, men nästan självmordsbenägna, Deborah Higgins (Jeanne Crain).

## Rollista (i urval)
- Cary Grant
- Jeanne Crain
- Finlay Currie
- Hume Cronyn
- Walter Slezak
- Sidney Blackmer